# Лихтман, Аллан
А́ллан Дже́й Ли́хтман (англ. Allan Jay Lichtman; род. 4 апреля 1947, Нью-Йорк, США) — американский историк, политолог и политический деятель, специалист по истории политики и социальному прогнозированию.
Получил широкую известность благодаря тому, что с помощью авторского метода ключевых вопросов «13 ключей к Белому дому», с 1984 по 2020 год на выборах восемь раз безошибочно сумел определить среди кандидатов следующего президента США. За эти 36 лет единственная его ошибка произошла в 2000 году, когда он предсказал победу демократу Альберту Гору, а выиграл республиканец Джордж Буш-младший, несмотря на то, что Гор обошёл Буша по числу голосов. Ошибся он и в 2024 году (предсказывал победу Камалы Харрис, однако президентскую гонку выиграл Дональд Трамп).

## Биография
Окончил среднюю школу Стюверсант.
В 1967 году получил бакалавра гуманитарных наук по истории с отличием (magna cum laude) в Брандейском университете. Здесь же был членом общества Phi Beta Kappa.
В 1973 году получил доктора философии по истории в Гарвардском университете.
С 1973 года профессор и заведующий кафедрой истории Американского университета в Вашингтоне. В 1993 году стал здесь профессором года.

### Научная деятельность
В начале 1980-х годов Лихтман совместно с советским геофизиком В. И. Кейлис-Бороком разработал метод прогнозирования «13 ключей к Белому дому», суть которого заключается составлении набора из 13 дихотомических шкал на основе 13 вопросов. Начиная с 1984 года данная методика показала свою действенность в восьми президентских выборах, а сами прогнозы оказались верными и точными. Перед президентскими выборами 2016 года Лихтман сделал девятый успешный прогноз, поставив на победу Дональда Трампа. На президентских выборах 2020 года успешно предсказал победу кандидата от демократов Джо Байдена.

### Общественная деятельность
Привлекался в качестве свидетеля-эксперта по более чем 70 гражданским делам Министерством юстиции США, а также различными общественными объединениями — Национальная ассоциация содействия прогрессу цветного населения, Фонд образования и защиты прав американских мексиканцев, Фонд образования и защиты прав пуэрториканцев, Южный центр защиты прав бедноты. Кроме того он выступал в качестве советника вице-президента США Альберта Гора и сенатора Эдварда Кеннеди. Также содействовал Комиссии США по гражданским правам в расследовании нарушений в штате Флорида во время президентских выборов в 2000 году и представил доклад с собственными статистическими расчётами. Лихтман пришёл к выводу о том, что во время избирательного процесса «имело место серьёзное расовое неравенство при отклонении избирательных бюллетеней».

### Публицистическая деятельность
Лихтман неоднократно выступал в качестве комментатора для таких СМИ как CNN, MSNBC, Fox News, New York Times, Washington Post и Baltimore Sun. На протяжении пятнадцати лет был колумнистом газет и журналов штата Мэрилэнд.

### Политическая деятельность
28 сентября 2005 года Лихтман объявил о своём участии в предвыборной кампании по выборам в Сенат США от штата Мэрилэнд. В своей программе он сделал упор на идеи прогрессивизма, выступлениях против войны в Ираке и скорейшем возвращении американских военных домой. Лихтман широко использовал возможности социальных сетей, например, MySpace. Когда он и другие кандидаты не были приглашены на дебаты Союзом женщин-избирателей, то выразил своё несогласие с этим в студии Общественного телевидения Мэрилэнда, за что сам Лихтман, его жена и добровольный помощник в избирательной кампании Гэйл Добсон были арестованы. 19 октября 2005 года все трое были освобождены судом от ответственности.
На праймериз уступил Бену Кардину. По итогам голосования получил поддержку 6919 (1,2%) избирателей и занял шестое место из восемнадцати кандидатов. В октябре 2012 года Washington Post отмечала, что Лихтман до сих пор расплачивается по долгам, сделанным во время избирательной кампании.

## Награды и звания
- Sherman Fairchild Distinguished Visiting Scholar, California Institute of Technology, 1980–81
- Top Speaker Award, National Convention of the International Platform Association, 1983, 1984, 1987 Selected by the Teaching Company as one of  America's "Super Star Teachers"
- Outstanding Scholar/Teacher, 1992–93
- Finalist, National Book Critics Circle Award for White Protestant Nation, the Rise of the American Conservative Movement,2008
- Distinguished Professor of History at American University, 2011

## Книги
- Historians And The Living Past: The Theory And Practice Of Historical Study (Arlington Heights, Ill.: Harlan Davidson, Inc., 1978; With Valerie French)
- Ecological Inference (With Laura Irwin Langbein, Sage Series In Quantitative Applications In The Social Sciences, 1978)
- Your Family History: How To Use Oral History, Personal Family Archives, And Public Documents To Discover Your Heritage (New York: Random House, 1978)
- Prejudice And The Old Politics: The Presidential Election Of 1928 (Chapel Hill: University of North Carolina Press[англ.]*, 1979; Lexington Books, 2000)
- Kin And Communities: Families In America (Edited, With Joan Challinor, Washington, D. C.: Smithsonian Press, 1979)
- The Thirteen Keys To The Presidency (Lanham: Madison Books, 1990, With Ken Decell) ISBN 978-0-8191-7008-8
- The Keys To The White House, 1996 Edition (Lanham: Madison Books, 1996; reprint, Lexington Books Edition, 2000) ISBN 978-0-7391-0179-7
- White Protestant Nation: The Rise of The American Conservative Movement, (Finalist for National Book Critics Circle Award in non-fiction, 2008[15]) Grove/Atlantic Press. ISBN 978-0-87113-984-9
- FDR & the Jews," (Co-authored with Richard Breitman. Harvard University Press, 2013)[16][17][18]